# Byzantion
Byzantion (starořecky Βυζάντιον, latinsky Byzantium) je název původní antické osady umístěné na Thráckém Bosporu, průlivu mezi Černým a Marmarským mořem. Na stejném místě se dnes rozkládá turecký Istanbul.
Byzantion bylo založeno dórskými kolonizátory z řecké Megary roku 667 př. n. l. Díky své strategické poloze kontrolovalo veškerý obchod s Černomořím, stejně jako obchod mezi Evropou a Asií uskutečňovaný v tomto prostoru.
Byzantia se dotkly události řecko-perských válek, perský král Dareios I. Byzantion obsadil, ale roku 478 př. n. l. bylo osvobozeno řeckou armádou a stalo se spojencem Atén. Během peloponéské války Byzantion spojenectví s Aténami ukončilo, roku 355 př. n. l. definitivně. V roce 340 př. n. l. (339 př. n. l.) město odolalo útoku krále Filipa II. Makedonského a i v pozdější době zůstalo nezávislé. Během makedonských válek se Byzantion připojilo k Římské říši.
V roce 196 n. l. bylo město pobořeno při střetnutí mezi Septimiem Severem a Pescenniem Nigrem. V následujících letech bylo postupně obnovováno. Poloha města zaujala císaře Konstantina Velikého, který roku 330 Byzantion přebudoval a přejmenoval na Konstantinopol. Město se vedle samotného Říma stalo hlavním městem římské říše (též jako Nova Roma), od konce 4. století pak hlavním městem východořímské říše (označované také jako Byzantská říše, tj. odvozenina od jména Byzantion).